# FEANI
FEANI (Europejska Federacja Krajowych Stowarzyszeń Naukowo-Technicznych) – federacja krajowych stowarzyszeń reprezentujących wszystkie dziedziny techniki w Europie. Założona w roku 1951 aby promować, dbać o szerokie uznanie, wspierać ruchliwość zawodową, oraz integrować interesy zawodu inżyniera. FEANI utrzymuje i aktualizuje bazę danych dotyczącą standaryzowanych wymagań dla wykształcenia inżyniera oraz prowadzi rejestr inżynierów którym przyznano tytuł Inżyniera Europejskiego EUR ING w krajach członkowskich.

## Rejestr FEANI i status tytułu Inżynier Europejski (Eur Ing)
FEANI prowadzi rejestr dyplomowanych inżynierów z krajów członkowskich. Inżynierowie mogą starać się o dodanie swojego nazwiska do rejestru, poprzez swoje krajowe stowarzyszenia naukowo-techniczne będące członkami FEANI. Warunki rejestracji są następujące: kandydaci muszą przejść w sumie siedmioletnią formację zawodową, włączając w to co najmniej trzy lata wyższej edukacji technicznej oraz co najmniej dwa lata zawodowej praktyki inżynierskiej. Pozostałe dwa lata mogą być dowolną kombinacją edukacji, praktyki i doświadczenia zawodowego.
FEANI nadaje inżynierom, których nazwiska są w Rejestrze FEANI, tytuł Inżynier Europejski, i odpowiadający mu skrót przed nazwiskiem „Eur Ing” lub „EUR ING”. Jednakże tytuł Inżynier Europejski i oznacznie Eur Ing nie jest prawnie akceptowany we wszystkich krajach. Komisja Europejska ogłosiła oficjalnie Rejestr FEANI jako dobry przykład samo-regulacji zawodu inżyniera przez środowiska zawodowe i wskazała, że kraje członkowskie mogą traktować Rejestr FEANI jako pomocny przy kwalifikacji zagranicznych inżynierów do konkretnej praktyki. W konkluzji Komisja Europejska stwierdziła, że zagraniczni inżynierowie znajdujący się w Rejestrze FEANI nie powinni być poddawani w typowych warunkach okresowi adaptacji lub dodatkowym egzaminom kompetencyjnym przed podjęciem zatrudnienia zagranicą.

## Lista członków FEANI
source: feani.org >członkowie krajowi. feani.org. [zarchiwizowane z tego adresu (2010-08-15)].
| Austria         | Österreichisches Nationalkomitee der FEANI                      |
| Belgia          | Comité National Belge de la FEANI (CNB/BNC)                     |
| Bułgaria        | Federation of Scientific Technical Unions in Bulgaria (FNTS)    |
| Cypr            | FEANI Cyprus National Committee                                 |
| Czechy          | Czech Association of Scientific and Technical Societies (CSVTS) |
| Dania           | Ingeniørforeningen i Danmark (IDA)                              |
| Estonia         | Estonian Association of Engineers                               |
| Finlandia       | The Finnish National Committee for FEANI                        |
| Francja         | -                                                               |
| Niemcy          | Deutscher Verband Technisch-Wissenschaftlicher Vereine (DVT)    |
| Grecja          | Comité National Hellénique de la FEANI                          |
| Węgry           | Hungarian National Committee for FEANI                          |
| Islandia        | Association of Chartered Engineers of Iceland                   |
| Irlandia        | The Institution of Engineers of Ireland (IEI)                   |
| Włochy          | Consiglio Nazionale Ingegneri (CNI)                             |
| Luksemburg      | Comité National de la FEANI                                     |
| Malta           | Chamber of Engineers                                            |
| Holandia        | Netherlands National FEANI Committee                            |
| Polska          | Naczelna Organizacja Techniczna                                 |
| Portugalia      | Ordem dos Engenheiros                                           |
| Rumunia         | The General Association of Engineers in Romania (AGIR)          |
| Słowacja        | Slovak National Committee for FEANI (SNKF)                      |
| Słowenia        | Slovenian National Committee for FEANI                          |
| Hiszpania       | Comité Nacional Español de la FEANI                             |
| Szwecja         | Swedish National Committee for FEANI                            |
| Szwajcaria      | Schweizer Nationalkomitee für FEANI                             |
| Wielka Brytania | Engineering Council UK                                          |